# Валтер Хьолерер
Валтер Хьолерер (на немски: Walter Höllerer) е немски писател, литературовед и литературен критик, роден на 19 декември 1922 г. в Зулцбах-Розенберг.

## Биография и творчество
Валтер Хьолерер служи като войник през Втората световна война. След 1945 г. следва философия, история, германистика и сравнително литературознание в университетите на Ерланген, Гьотинген и Хайделберг. Завършва с докторска теза върху творчеството на Готфрид Келер.
От 1954 до 1958 г. Хьолерер е асистент и приватдоцент във Франкфуртския университет. През 1954 г. участва в срещата на свободното литературно сдружение Група 47.
През ранните 60-те години Хьолерер модерира литературни предавания в „Радио Свободен Берлин“. От 1959 г. до емеритирането си през 1988 Хьолерер е редовен професор по литературознание в Техническия университет на Берлин. Наред с това е канен многократно като гост професор в САЩ.
Покрай научната си работа Валтер Хьолерер публикува собствени стихотворения и романи, пише критики и послеслови. През 1954 г. основава двумесечното списание „Акценти“, което става един от най-важните литературни форуми във Федералната република. През 1961 г. извиква на живот списанието „Езикът в техническата епоха“, а през 1963 г. – „Литературен колоквиум Берлин“. С дейността си като издател и критик, а също с катедрата си по литературознание в Техническия университет Хьолерер формира духовния живот в страната.
След дискусии за личността на Валтер Хюлерер става известно, че през 1941 г. той е членувал в НСДАП. Хьолерер отбелязва по този случай, че никога не е получавал потвърждение за партийното си членство.

## Награди и почести
- 1966: „Награда Фонтане“
- 1975: „Награда Йохан Хайнрих Мерк“
- 1993: „Награда Хорст Бинек за поезия“
- 1994: Rahel-Varnhagen-von-Ense-Medaille der Stadt Berlin
- 1959: Mitglied der Deutschen Akademie für Sprache und Dichtung
- 1994: Nordgaupreis des Oberpfälzer Kulturbundes in der Kategorie „Dichtung“.
- 1997: „Награда Фридрих Баур“
- 2007: Am 19. April 2007 wurde die staatliche Realschule Sulzbach-Rosenberg in Walter-Höllerer-Realschule umbenannt

Валтер Хьолерер е почетен гражданин и носител на културната награда на град Зулцбах-Розенберг.

### Изследвания
- Gottfried Kellers „Die Leute von Seldwyla|Leute von Seldwyla“ als Spiegel einer geistesgeschichtlichen Wende. Eine Studie zur Geschichte der Novelle im 19. Jahrhundert (Diss.), 1949
- Zwischen Klassik und Moderne. Lachen und Weinen in der Dichtung einer Übergangszeit, 1958
- Theorie der modernen Lyrik. Dokumente zur Poetik 1, 1965
- Modernes Theater auf kleinen Bühnen, 1965

### Литературни творби
- Der andere Gast, Gedichte, 1952
- Gedichte. Beigefügt: Wie entsteht ein Gedicht?, 1964
- Systeme. Neue Gedichte. Literarisches Colloquium, Berlin 1969
- Die Elephantenuhr, Roman 1973
- Alle Vögel, alle. Eine Komödie in 2 Akten samt einem Bericht und Anmerkungen zum Theater, 1978
- Gedichte 1942–1982, 1982
- Oberpfälzische Weltei-Erkundungen, 1987